# Zaborce (rejon miorski)
Zaborce – dawna kolonia. Tereny, na których leżała, znajdują się obecnie na Białorusi, w obwodzie witebskim, w rejonie miorskim, w sielsowiecie Turkowo.

## Historia
W czasach zaborów w powiecie dzisieńskim, w guberni wileńskiej Imperium Rosyjskiego. Pod koniec XIX wieku należała do dóbr Dryhucze, własność Korzeniowskich.
W latach 1921–1945 Zaborce I, Zaborce II i Zaborce III a następnie kolonia Zaborce leżała w Polsce, w województwie wileńskim, w powiecie dziśnieńskim, w gminie Mikołajów.
Powszechny Spis Ludności z 1921 roku podał dane dotyczące trzech wsi Zaborce I, II i III.
- Zaborce I – zamieszkiwało 10 osób, wszystkie były wyznania prawosławnego i zadeklarowały polską przynależność narodową. Były tu 3 budynki mieszkalne[2].
- Zaborce II – zamieszkiwało 19 osób, wszystkie były wyznania prawosławnego i zadeklarowały polską przynależność narodową. Były tu 3 budynki mieszkalne[2].
- Zaborce III – zamieszkiwało 61 osób, wszystkie były wyznania prawosławnego i zadeklarowały polską przynależność narodową. Było tu 11 budynków mieszkalnych[2].

W 1931 kolonię Zaborce w 25 domach zamieszkiwało 148 osób.
Wierni należeli do parafii prawosławnej w Uźmionach i rzymskokatolickiej w Leonpolu. Miejscowość podlegała pod Sąd Grodzki w Dziśnie i Okręgowy w Wilnie; właściwy urząd pocztowy mieścił się w Mikołajowie.